# Grand Prix Holandii 1976

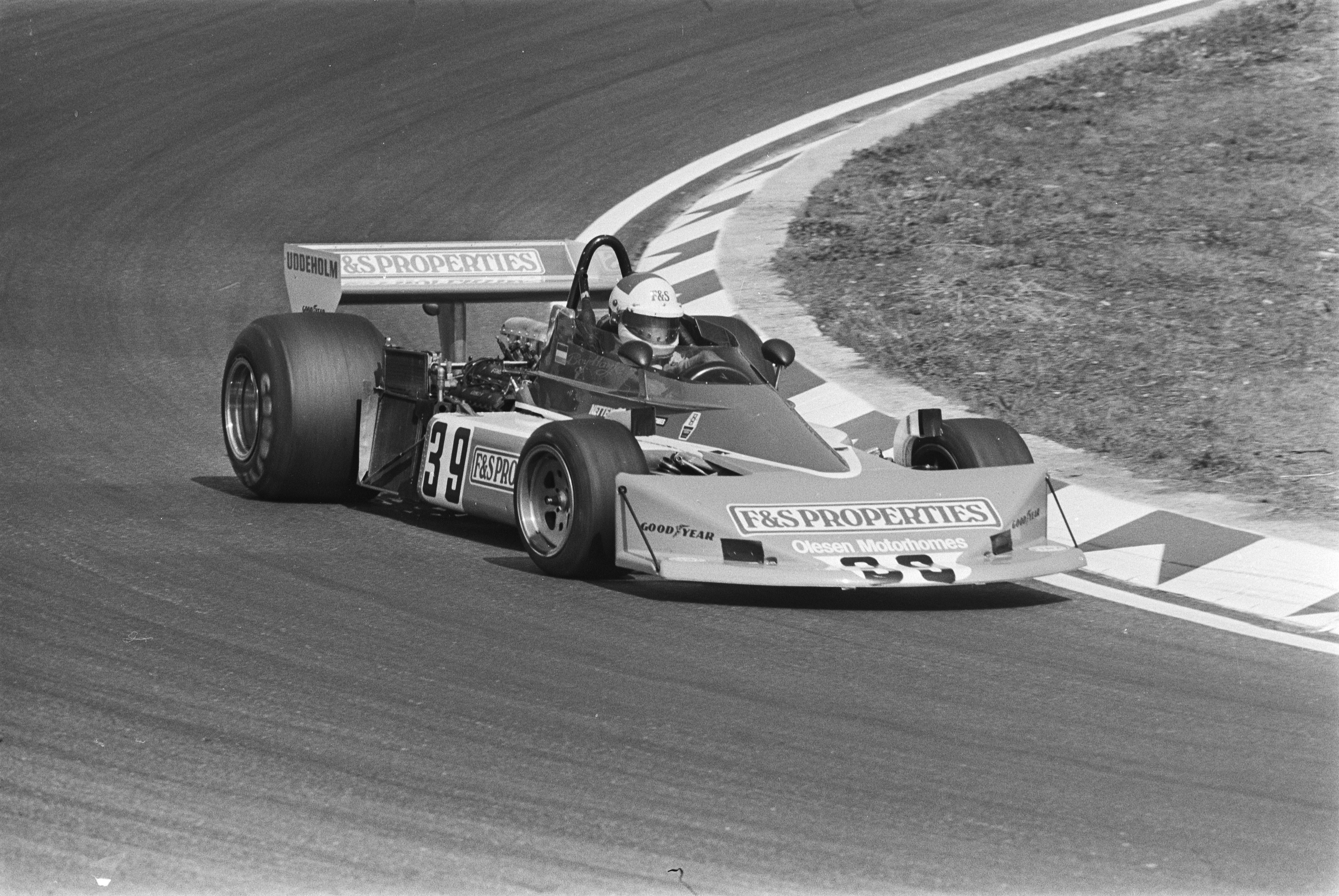
Boy Hayje podczas Grand Prix Holandii 1976

Grand Prix Holandii 1976 (oryg. Grote Prijs van Nederland), Grand Prix Europy 1976 – 12. runda Mistrzostw Świata Formuły 1 w sezonie 1976, która odbyła się 29 sierpnia 1976, po raz 21. na torze Zandvoort.
23. Grand Prix Holandii, 21. zaliczane do Mistrzostw Świata Formuły 1.

## Wyścig
| Poz | Nr                      | Kierowca                 | konstruktor        | Okrążenie | Czas/Powód n.u  | Poz. start. | Punkty |
| --- | ----------------------- | ------------------------ | ------------------ | --------- | --------------- | ----------- | ------ |
| 1   | 11                      | James Hunt               | McLaren-Ford       | 75        | 1:44:52.09      | 2           | 9      |
| 2   | 2                       | Clay Regazzoni           | Ferrari            | 75        | + 0.92          | 5           | 6      |
| 3   | 5                       | Mario Andretti           | Lotus-Ford         | 75        | + 2.09          | 6           | 4      |
| 4   | 16                      | Tom Pryce                | Shadow-Ford        | 75        | + 6.94          | 3           | 3      |
| 5   | 3                       | Jody Scheckter           | Tyrrell-Ford       | 75        | + 22.46         | 8           | 2      |
| 6   | 9                       | Vittorio Brambilla       | March-Ford         | 75        | + 45.03         | 7           | 1      |
| 7   | 4                       | Patrick Depailler        | Tyrrell-Ford       | 75        | + 56.28         | 14          |        |
| 8   | 19                      | Alan Jones               | Surtees-Ford       | 74        | + 1 okr.        | 16          |        |
| 9   | 12                      | Jochen Mass              | McLaren-Ford       | 74        | + 1 okr.        | 15          |        |
| 10  | 17                      | Jean-Pierre Jarier       | Shadow-Ford        | 74        | + 1 okr.        | 20          |        |
| 11  | 38                      | Henri Pescarolo          | Surtees-Ford       | 74        | + 1 okr.        | 22          |        |
| 12  | 25                      | Rolf Stommelen           | Hesketh-Ford       | 72        | + 3 okr.        | 25          |        |
|     | Niesklasyfikowani       |                          |                    |           |                 |             |        |
| NU  | 22                      | Jacky Ickx               | Ensign-Ford        | 66        | elektryka       | 11          |        |
| NU  | 39                      | Boy Hayje                | Penske-Ford        | 63        | półoś napędowa  | 21          |        |
| NU  | 8                       | Carlos Pace              | Brabham-Alfa Romeo | 53        | wyciek oleju    | 9           |        |
| NU  | 26                      | Jacques Laffite          | Ligier-Matra       | 53        | ciśnienie oleju | 10          |        |
| NU  | 10                      | Ronnie Peterson          | March-Ford         | 52        | ciśnienie oleju | 1           |        |
| NU  | 24                      | Harald Ertl              | Hesketh-Ford       | 49        | poślizg         | 24          |        |
| NU  | 28                      | John Watson              | Penske-Ford        | 47        | skrzynia biegów | 4           |        |
| NU  | 27                      | Larry Perkins            | Boro-Ford          | 44        | wypadek         | 19          |        |
| NU  | 30                      | Emerson Fittipaldi       | Fittipaldi-Ford    | 40        | elektryka       | 17          |        |
| NU  | 7                       | Carlos Reutemann         | Brabham-Alfa Romeo | 11        | sprzęgło        | 12          |        |
| NU  | 6                       | Gunnar Nilsson           | Lotus-Ford         | 10        | wypadek         | 13          |        |
| NU  | 34                      | Hans Joachim Stuck       | March-Ford         | 9         | silnik          | 26          |        |
| NU  | 18                      | Conny Andersson          | Surtees-Ford       | 9         | silnik          | 18          |        |
| NU  | 20                      | Arturo Merzario          | Wolf-Williams-Ford | 5         | wypadek         | 23          |        |
|     | Nie zakwalifikowali się |                          |                    |           |                 |             |        |
| NZ  | 40                      | Alessandro Pesenti-Rossi | Tyrrell-Ford       |           |                 |             |        |